# Polizeiruf 110: Hexenjagd
Hexenjagd ist ein deutscher Kriminalfilm nach einer Idee von Kristin Derfler, die auch das Drehbuch verfasst hat, realisiert von Angelina Maccarone aus dem Jahr 2014. Es ist die 348. Folge innerhalb der Filmreihe Polizeiruf 110 und der siebte Fall für Hauptkommissarin Olga Lenski. Für Polizeihauptmeister Horst Krause ist es der 24. und vorletzte Fall.
Der Fernsehfilm thematisiert den Leistungsdruck im Zusammenhang mit dem mittleren Schulabschluss (MSA) anhand eines Schulattentats aus verschiedenen Perspektiven, nämlich jeweils die der Eltern, der Lehrer und der Schüler.

## Handlung
Hauptkommissarin Olga Lenski und Hauptmeister Horst Krause haben einen Anschlag mit einer Rohrbombe an einer Mittelschule aufzuklären, der offenbar der Direktorin galt. Statt derer wird jedoch eine junge Referendarin schwer verletzt. Sie überlebt die Explosion, wodurch dieser Polizeiruf letztlich ohne Leiche auskommt.
Die zehnten Klassen stehen kurz vor dem Abschluss, sodass zunächst die Schüler überprüft werden, insbesondere die, deren Mittlere Reife gefährdet ist. In der Anfangsszene mobben die Zehntklässler die Referendarin, was die Schulleiterin bei einem Kontrollgang unmittelbar mitbekommt. Darum sitzt die nervenschwache Frau fatalerweise im Direktorenzimmer, das die resolute Schulleiterin wegen Geräuschen im Sekretariat nebenan kurz verlassen hat, als die Bombe hochgeht.
Doch auch die Lehrer mit Zugang zum Chemikalienraum machen sich mit unwahren Aussagen verdächtig. Zudem rückt die Mutter eines gefährdeten Schülers ins Visier der Ermittler, die als Vorsitzende des Elternbeirats über Facebook erfolgreich zum Unterrichtsboykott aufruft. Des Weiteren sind zudem der zunächst unscheinbare Hausmeister verdächtig, der sich als in der Schule jobbender Doktorand der Philosophie herausstellt und zugleich heimlich ein Verhältnis mit der Direktorin hat, sowie ein suspendierter älterer Lehrer, der sich im Krankenhaus beflissen um die verletzte Referendarin kümmert, die überraschenderweise bei ihm wohnt.
Schließlich stellt sich heraus, dass tatsächlich zwei Schüler die Bombe planten, bastelten und in der Schule deponierten. Doch nach der Verhaftung und im Verhör, ohne den elterlichen Schutz, brechen sie ihr Schweigen so glaubhaft, dass sie für die Platzierung der Bombe im Direktorenzimmer nicht mehr in Frage kommen. Die Referendarin selbst war es, die die beiden Schüler beobachtet und die Bombe umplatziert hatte, weil sie sechs Jahre Studium und Referendariat als sinnlos gescheitert ansah. Allein die Empfindlichkeit des Zeitzünders hatte sie unterschätzt. Denn dieser reagierte verfrüht schon auf einen Luftstoß hin, als die Direktorin, dem Geräusch folgend, nach dem Öffnen des Fensters auch noch die Türen zum Nachbarraum und dann zum Flur öffnete.

## Produktion
Die Polizeiruf-Folge Hexenjagd wurde vom Rundfunk Berlin-Brandenburg produziert und von August bis September 2014 unter anderem am Scharmützelsee und in Bad Saarow südöstlich von Berlin gedreht. Weitere Aufnahmen fanden in Beelitz sowie in Gröben statt.
Als Musik zum Thema des Schulattentats wurde unter anderem der Evergreen I Don’t Like Mondays von Bob Geldof und den Boomtown Rats (1979) eingesetzt, dem der reale Fall der Brenda Ann Spencer zugrunde liegt. Außerdem wurde der klassische Pop-Titel Under Pressure von Queen (1981) verwendet.

## Rezeption
Formell wird diese Episode von Katharina Riehl für die Süddeutsche Zeitung als „konventioneller Kriminalfall mit Figuren, die man alle schon sehr lange zu kennen glaubt(,) (…) für die Sonntagabend-Puristen“ eingeordnet.
Inhaltlich erkennt Christian Buß für den Spiegel „die unfreiwillige bittere Pointe dieses sich besonnen gebenden ‚Polizeiruf‘ (dass) wir uns irgendwann auf Seite der von Corinna Kirchhoff einnehmend jovial gespielten Direktorin und Diktatorin (finden). Sie scheint die Einzige, die dem Bildungs-, Organisations- und Ethikmangel Einhalt gebieten kann.“